# キーレーン
キーレーン（CHYREN）または、キーレーン交響楽団は、オウム真理教の専属オーケストラ。正式名称はロシア オウム真理教シンフォニー・オーケストラ キーレーン(Aum Shinrikyo Russian Symphony Orchestra CHYREN)であった。鎌田紳一郎や麻原彰晃自ら指揮をし、オウム真理教の自作曲の演奏を行った。

## 概要
オウム真理教は、ソビエト連邦の崩壊後のロシア連邦に進出し、モスクワ支部を開設する傍ら、1992年11月にはロシア人の演奏家を集めて専属のオーケストラ「キーレーン」を設立した。名称はノストラダムスの予言詩に現れる言葉で、「千の王国」または「子羊たるキリスト」を意味する。
オウム専属ではあるが、構成員のすべてがオウム真理教の信者というわけではなく、高額のギャラにより団員が集められていた。120名の団員への年間契約料は当時のレートで138万ドル（約1億4000万円）にも上った。当時のロシアの演奏家の平均年収は10万円から20万円程度であり、5-6倍の破格な待遇であった。責任者は鎌田紳一郎で、たびたび指揮者をつとめた。
ピョートル・チャイコフスキーの歌劇やバレエ音楽など既存のクラシック音楽を演奏する一方、いわゆるオウム真理教の音楽を演奏することで、教団の布教活動の一翼を担っていた。麻原自身もしばしばタクトを取り、麻原彰晃作曲とされる曲を自ら度々指揮をした。
1993年5月16日から6月6日、1994年12月11日から12月17日の2回に来日公演を行い、一ヶ月に12回の公演を行っていた。演奏活動の際には団員全員がサマナ服を着用していた。指揮者のみがサマナ服を着用し、団員はタキシード姿というケースもあった。また、楽団員は山梨県の上九一色村の山梨道場に連れて行かれ1日3時間、教祖の教えを受けることが義務付けられていた。
元楽団員の証言によれば、ある日、麻原は楽団員へ向かってこう言った。「皆さんにいちばん高価なプレゼントをしましょう。このイニシエーションは普通だと100万円します。私には音楽家は必要ない。必要なのは信者だ」。楽団員はこのとき、目隠しをされ電極の張りめぐらされたマットレスの上に寝かされた。しばらくするとガス（刺激性のものではなく神経麻痺性のものであったらしい）が噴出し騒ぎになった。このため帰国後に体調を崩し、教団に損害賠償を求める者も出ている。
1995年の教団事件発覚後、ロシア政府によってモスクワ支部が閉鎖させられると同時に自然消滅した。

## 主なレパートリー
一般的なクラシック音楽のレパートリーをどれくらい持っていたのかは定かではない。
演奏活動の中心におかれていたのは麻原彰晃名義で発表された管弦楽曲であった。
- 大交響曲『キリスト』(交響曲第1番)
- 交響曲第2番『御国の福音』
- 交響曲第3番『キーレーンの慈愛』
- 交響曲第4番『哀れみの救済』
- 交響曲第5番『勝利の歌』
- ピアノ協奏曲『道』
- 交響組曲『創世期』
- アストラル音楽 『シャンバラ・シャンバラ』

なお、これらの作品は麻原彰晃名義で発表されてはいたが、実際には鎌田紳一郎をはじめとする専門的に音楽教育を受けた信者達が共同で制作したと言われている。麻原本人は音楽愛好家として知られていたが、音楽の専門教育を受けたわけではなかった。ゆえに麻原の考えたメロディを基に、編曲作業を経て完成した。誰がどの曲の編曲を担当したかは、「秘儀」として極秘事項となっている。
交響曲などの作成にあたっては、古典派音楽の形式・理論を規範としたとされており、曲調は古典的である。音素材は童謡唱歌的、構造はベートーヴェン的、そしてキーレーンの演奏はチャイコフスキー的というのが特徴となっている。

## 主な指揮者
- 麻原彰晃
- 鎌田紳一郎
- ウラジーミル・クドゥリャ（ロシア語版）[4]

など

## その他
1993年5月22日には、松沢呉一が日本青年館でキーレーンのコンサートを鑑賞。麻原彰晃作曲とされる曲が意外に面白く驚いたが、オーケストラの団員は指揮者を見ず、まとまりに欠けると批評。「この当時のロシアは、長年宗教が抑圧されていたため、オウム真理教は信徒数を大幅に伸ばし、宗教の入れ食い状態であり、自由の象徴ですらある」とも述べている。このコンサートの後で、出家前にはアサ芸の元ライターだった広報担当者と食事をするが、「坂本弁護士はどこへ行った」などと尋ねるが、相手は怒りもしなかった。松沢はこのころには、坂本弁護士一家失踪事件はオウムの仕業ではないと考えていた。